# Новоселица (Калушский район)
Новосе́лица (укр. Новоселиця) — село в Выгодской поселковой общине Калушского района Ивано-Франковской области Украины.
Население по переписи 2001 года составляло 1413 человек. Занимает площадь 10,66 км². Почтовый индекс — 77541. Телефонный код — 3477.